# Вучя Гомила
Вучя Гомила (словен. Vučja Gomila) — поселення в общині Моравське Топлице, Помурський регіон, Словенія. Висота над рівнем моря: 264,3 м.